# Louis de Revol
Louis de Revol (Paladru, 1531 – París, 24 de septiembre de 1594), diplomático francés, el primero en ocupar la titularidad del Ministerio de Asuntos Exteriores de Francia.

## Biografía
Nacido en el Delfinado, en donde ocupó cargos públicos en finanzas.
En 1580, el rey Enrique III lo envió a dirigir negociaciones con los hugonotes del Delfinado como consecuencia del edicto de Poitiers.
A partir de 1586 ocupó importantes cargos en la corte francesa: Secretario de Estado para Asuntos Extranjeros, Secretario de Estado para la Casa del Rey y Secretario de Estado para Guerra.
Fue sepultado en la iglesia de Saint Germain l’Auxerrois.

## Familia
Hijo de Pierre de Revol y Marguerite Pelissone; tuvo un hijo, Ennemond, que llegó a ser obispo de Dol, fallecido el 3 de octubre de 1627.

| Predecesor: - | Ministro de Asuntos Exteriores 1 de enero de 1589 - 17 de septiembre de 1594 | Sucesor: Nicolas de Neufville, seigneur de Villeroy |